# Ascosacculus aquaticus
Ascosacculus aquaticus är en svampart som först beskrevs av K.D. Hyde, och fick sitt nu gällande namn av J. Campb., J.L. Anderson & Shearer 2003. Ascosacculus aquaticus ingår i släktet Ascosacculus och familjen Halosphaeriaceae.   Inga underarter finns listade i Catalogue of Life.